# Масленников Микола Олександрович
Микола Олександрович Масленников (нар. квітень 1933, Харків, УРСР — пом. 1992) — радянський футболіст нападник та півзахисник, згодом — тренер.

## Життєпис
Народився в квітні 1933 року в Харкові. Вихованець місцевого «Шахтаря». Дорослу футбольну кар'єру розпочав у 1952 році у складі харківського «Локомотиву», який на той час виступав у Першій союзній лізі. У складі клубу провів 2 поєдинки в першій лізі та 1 у кубку СРСР. У 1953 році проходив військову службу в київському БО, в складі якого зіграв 1 матч у Першій лізі.
У 1954 році повернувся до Локомотива, який на той час вже виступав у Вищій лізі чемпіонату СРСР. У цьому турнірі дебютував 23 серпня 1954 року в переможному (3:1) домашньому поєдинку 26-го туру проти московського ЦБЧА. Микола вийшов на поле на 70-ій хвилині, замінивши Петра Пономаренка. Того сезону зіграв 2 матчі у Вищій лізі та 1 — у кубку СРСР. За підсумками сезону команда опустилася до Першої союзної ліги, але Масленников залишився в команді. У сезоні 1955 року Микола був ключовим гравцем клубу й у першій лізі зіграв 30 матчів, окрім цього провів 1 поєдинок у кубку СРСР.
У 1956 році перейшов до іншого харківського клубу, «Авангарду», який також виступав у першій лізі. Одразу ж став ключовим гравцем команди. Допоміг клубу в 1959 році завоювати путівку до Вищої ліги чемпіонату СРСР. У складі «Авангарда» дебютував у «вишці» 9 квітня 1960 року в програному (0:2) виїзному поєдинку 1-го туру попереднього етапу Підгрупи 1 проти тбіліського «Динамо». Масленников вийшов у стартовому складі та відіграв увесь матч. Дебютним голом у Класі «А» відзначився 21 липня 1962 року на 24-ій хвилині переможного (1:0) виїзного поєдинку 13-го туру попереднього етапу підгрупи 2 проти мінської «Білорусі». Микола вийшов у стартовому складі та відіграв увесь матч. Протягом свого перебування в «Авангарді» в чемпіонатах СРСР зіграв 200 матчів та відзначився 6-ма голами, ще 3 матчі (1 гол) провів у кубку СРСР.
У 1964 року перейшов до друголігового клубу «Спартак» (Бєлгород), в складі якого по завершенні сезону закінчив кар'єру професіонального футболіста.
По завершенні кар'єри футболіста перейшов на тренерську роботу. Серед його вихованців — Володимир Лінке.
Помер у 1992 році.